# 后山站
後山站（韓語：후산역）是朝鮮民主主義人民共和國南浦市龙冈郡後山里的一個鐵路車站，属于龍岡線和後山線。

## 邻近车站
龍岡線
龍湖站 - 後山站 - 龍月站
後山線
後山站 - 阳幕站